# Ruine Auersburg

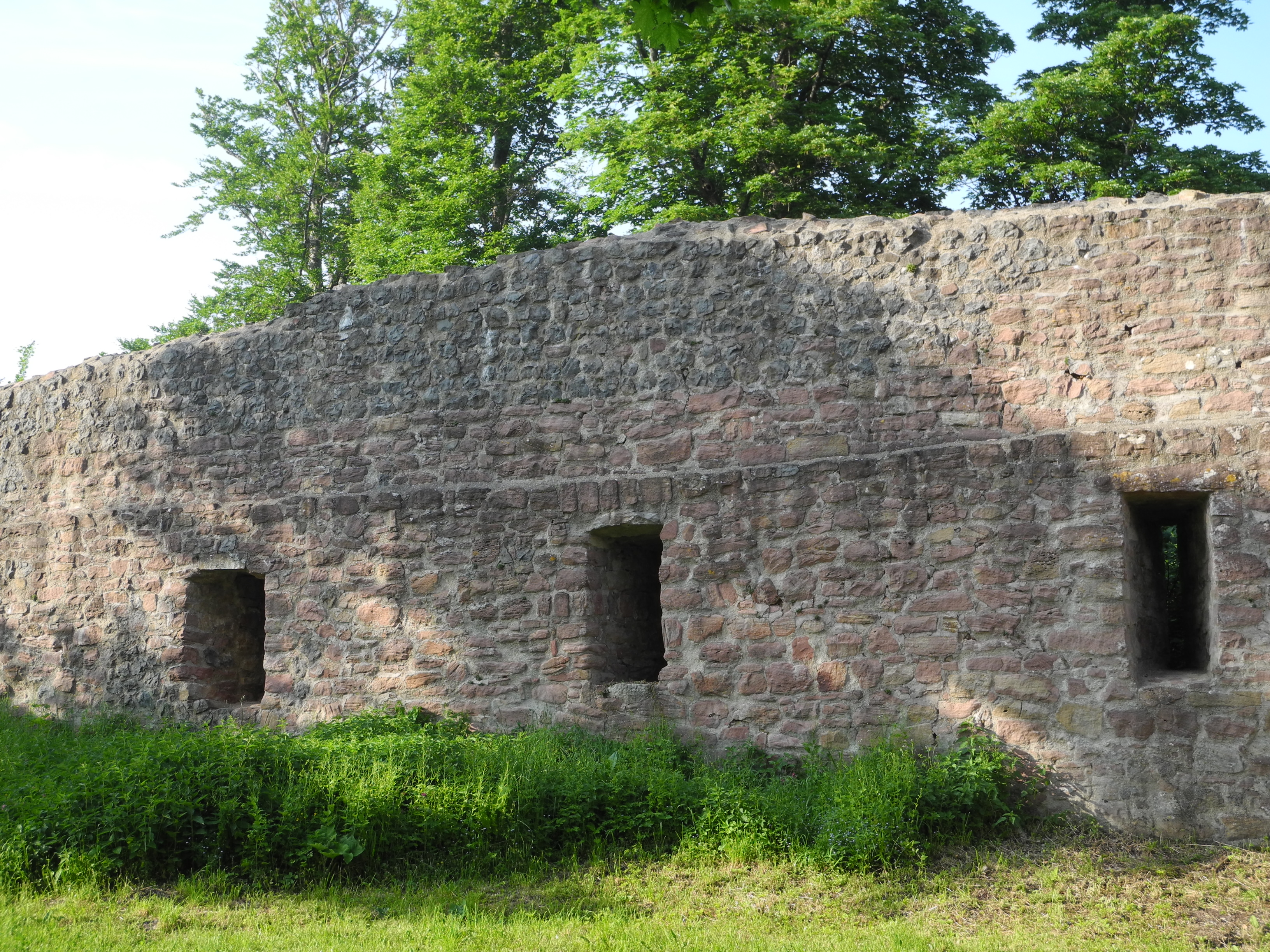
Blick auf die Ringmauer und mannsgroßen Schießscharten

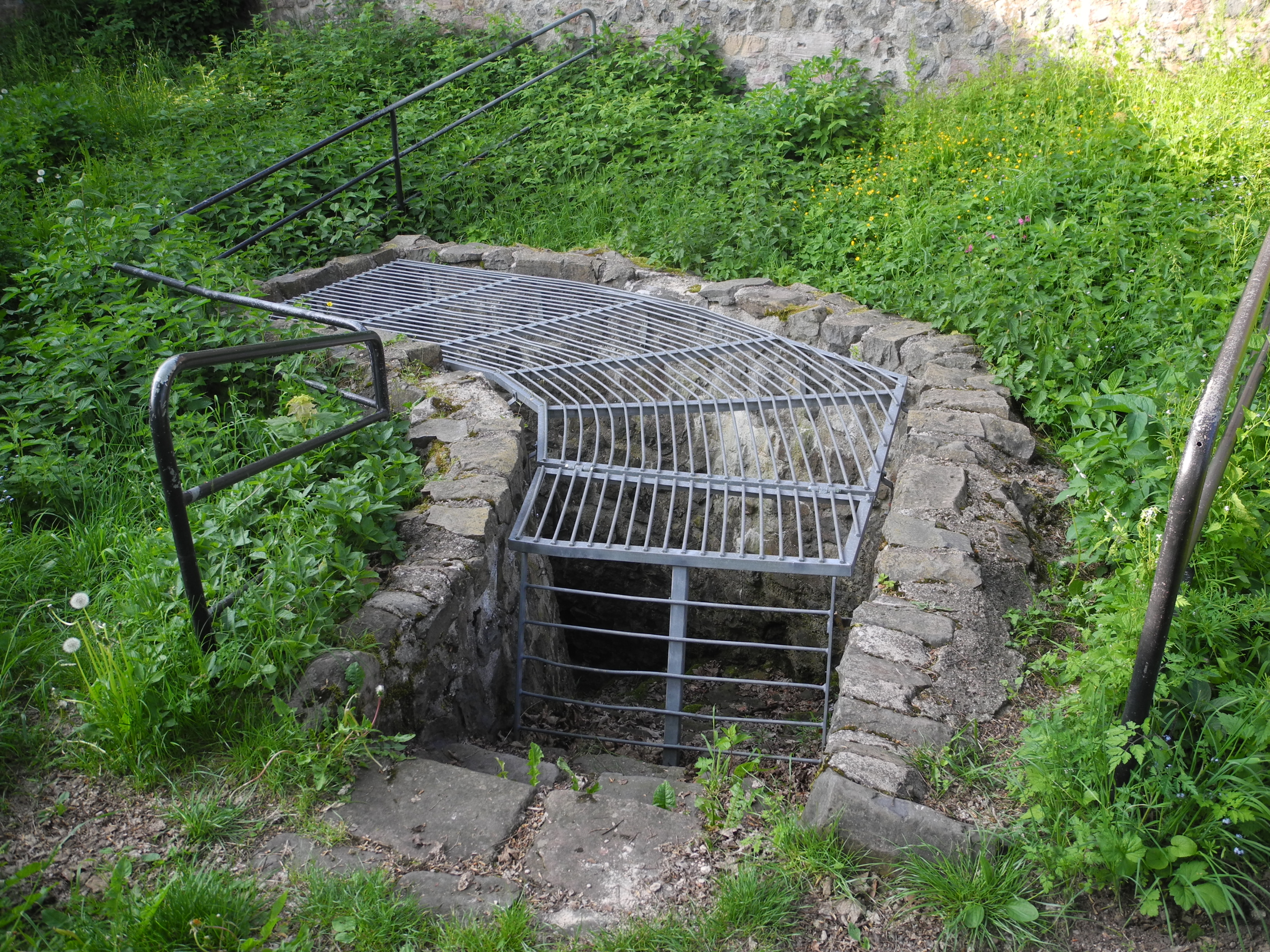
Kellerzugang

Die Ruine Auersburg ist die Ruine einer Höhenburg in der Gemeinde Hilders im Landkreis Fulda in Hessen. Die Anlage dient heute als Unterstand und Aussichtsplattform.

## Lage
Die Ruine liegt von Wald umgeben am Südwesthang des 757 m hohen Auersberges in der Rhön, am Ende eines beliebten Wanderwegs nördlich von Hilders. Verteidigungstechnisch ungünstig auf einem Vorderhang erbaut, war sie wohl von Anfang an nur als Herrschafts- oder Amtssitz gedacht.

## Geschichte
Obwohl erstmals 1214 urkundlich erwähnt, liegen die Ursprünge der Burg doch wesentlich weiter zurück. Das Gebiet um Hilders kam um das Jahr 914 durch Gütertausch vom Kloster Fulda an Regenher von Weid, der vermutlich die erste Burg auf dem Auersberg baute.  Um 1120 wurde diese im Stile einer kleinen Ritterburg erneuert oder neu gebaut, vermutlich durch die Henneberger, die das Gebiet inzwischen erworben hatten, als Herrschaftssitz für einen jüngeren Bruder oder als Amtssitz für einen ihrer Vögte. Danach verlief ihre Geschichte in diesem Grenzbereich zwischen mehreren rivalisierenden geistlichen und weltlichen Herrschaften äußerst wechselhaft.
1214 verkaufte ein Herr von Nithardshusen (= Neidhartshausen) aus dem Hause der Henneberger die Anlage dem Kloster Fulda, welches es als Lehen an eigene Gefolgsleute vergab. 1270 war die Burg als fuldisches Leben nachweislich im Besitz der Herren von der Tann.
Nachdem sich der Fuldaer Fürstabt Bertho IV. und der Würzburger Bischof Berthold II. von Sternberg zur Beilegung einer 1282 ausgetragenen Fehde um ihr Grenzgebiet geeinigt hatten, fand sich die Auersburg 1290 im Besitz Würzburgs. (Schon seit 1255 war ein würzburgische Pfarrer in Hilders tätig.) Bald darauf, um 1325, ging die Burg durch Kauf wieder an die Henneberger, die bis zur Mitte des 13. Jahrhunderts Stiftsvögte und Burggrafen von Würzburg gewesen waren.  Der 1310 gefürstete Graf Berthold VII. von Henneberg-Schleusingen nutzte die drückenden Verschuldung des Hochstifts, die Auseinandersetzungen zwischen Klerus und der Würzburger Bürgerschaft, und den Streit zwischen Hermann II. Hummel von Lichtenberg und Otto II. von Wolfskeel um den Bischofssitz, um die Burg zu erwerben, überließ sie jedoch allmählichem Verfall.
1342 kaufte Bischof Otto II. von Wolfskeel Burg und Amt Auersberg zurück, und Hilders wurde Sitz des würzburgischen Amtmanns (Amt Hilders). Fürstbischof Albrecht II. von Hohenlohe ließ die heruntergekommene Burg 1354 als Amtsschloss völlig neu bauen, um damit die Grenze seines Territoriums gegen die Henneberger zu sichern.  1419 musste Johann II. von Brunn, Fürstbischof von Würzburg und Herzog von Franken, das neu erbaute Schloss Auersberg an die Brüder von Eberstein und die Herren von der Tann verpfänden. Diese Verpfändung wurde 1454 erneuert.  Dies führte 1477 zu erheblichen Streitigkeiten zwischen den als fehdelustig berüchtigten Ebersteinern und den Herren von der Tann, die schließlich von Fürstbischof Rudolf II. von Scherenberg geschlichtet werden mussten.
Während des Pfälzischen Bauernkriegs wurden die Innengebäude in der Woche vom 17. bis 25. April 1525 von durchziehenden Bauern in Brand gesetzt und zerstört. Das Schloss wurde nur noch notdürftig repariert und war danach nur noch teilweise bewohnbar. Erst 1579 ließ Fürstbischof Julius Echter von Mespelbrunn den bewohnbaren Teil noch einmal reparieren.  Gleichzeitig verloren die Herren von der Tann ihren Anteil am Amt und Zentgericht, behielten aber das Jagd- und Fischrecht im Amt Auersberg als Pächter.  Nur sechs Jahre später, 1585, wurde der Amtssitz jedoch nach Hilders verlegt.  Im Dreißigjährigen Krieg diente das verfallende Schloss den Einheimischen mehrfach als Fluchtort.
1686 wurden die restlichen Innengebäude abgebrochen, und die Anlage diente praktisch als Steinbruch. Nur die Umfassungsmauern blieben erhalten.  Um 1790 wurde dann auch die äußere Vormauer abgerissen, um Baumaterial für Neubauten wie zum Beispiel die Pfarrkirche in Hilders zu gewinnen. Die seit 1722 vor und hinter der Burg angelegten Äcker und Wiesen wurden aufgegeben und verwaldeten.
1803 kamen die Ruine Auersberg und der Amtsbezirk Hilders im Rahmen der Säkularisation an Bayern.  1848 verbot die königlich bayerische Regierung die weitere Abfuhr von Steinen. Der Eingang wurde freigelegt und der vordere Teil des Innenraumes vom Schutt befreit. Das erste Burgfest wurde in der so aufgeräumten Ruine gefeiert. Weitere Aufräumungsarbeiten begannen 1865.
Nach dem deutschen Einigungskrieg kam das Gebiet Hilders mit der Burgruine Auersberg 1867 an Preußen.
Seit 1876 wurden dann Aufräum- und Wartungsarbeiten ernsthaft und systematisch durch Mitglieder des Rhönklubs (Sektion Hilders/Tann) durchgeführt.  In diesem Jahr erfolgten auch die ersten Reparaturen des Mauerwerks.  Am 24. Juni 1879 wurden der restaurierte Eingang, ein hölzerner Aussichtsturm sowie der Zugang zum Rest eines alten Gewölbekellers und zur Innenburg eingeweiht. Weitere größere Reparaturen wurden 1914, 1932 und 1940 sowie zwischen 1957 und 1969 durchgeführt.  Dabei wurde der hölzerne Aussichtsturm von 1879 durch eine Massivtreppe ersetzt, fehlendes Mauerwerk ergänzt und die Mauer verfugt. In den Jahren 2007 und 2008 wurde die Mauer durch das Land Hessen saniert, der Aussichtsturm aus dem Jahr 1969 wurde komplett neu aufgebaut.

## Anlage
Von der mehreckigen Ruine blieben nur die Umfassungsmauer mit ihren Schießscharten auf der Angriffsseite erhalten. Die östliche Angriffsseite ist durch einen Halsgraben vom Hang abgetrennt. Einen Bergfried besaß die Burg wohl nie, und nur ein Turmrest auf der Zugangsseite der Burg ist noch erhalten. Bis auf einen Keller sind alle anderen Gebäude verschwunden. Reste des Walls und des Grabens sind noch erkennbar. Innerhalb der Burganlage befindet sich ein Denkmal an den Rhöndichter Julius Türck.

## Sagen
Um die Auersburg ranken sich verschiedene Sagen, so die vom Gespenst von der Auersburg und die von den Letzten Auersbergern.